# Gramona
Gramona es una empresa familiar española productora de espumosos de larga crianza en San Sadurní de Noya, formando parte de la marca colectiva de la Unión Europea Corpinnat.Con seis generaciones de historia, cultiva las variedades locales charelo, macabeo y parellada, entre otras. 
Trabaja con viticultura biodinámica en torno al Celler Batlle, donde se vinifica. En el centro del pueblo de San Sadurní se encuentra la cava histórica donde hacen la crianza los vinos espumosos. Sigue los principios de Wineries for Climate Protection: produce su propia energía renovable, se depura y reutiliza el agua y se mejoran procesos para reducir las emisiones de CO₂.

## Historia
La historia de Gramona empieza en 1850 con Josep Batlle, agricultor de unos viñedos del valle del río Noya. Cuando la filoxera asoló las cepas francesas, su hijo Pau Batlle, aprendió a afinar el vino de charelo al gusto de los productores de espumosos de la Champagne y empezó a vender vino a negociantes franceses. Con los beneficios de esta operación abrió la primera Bodega Batlle, en 1881.
La marca Gramona fue creada a principios del siglo XX a partir del matrimonio de Pilar Batlle con Josep Gramona, un sadurninense hijo del presidente del Gremio de Taverners de Barcelona.
En la década de 1940, los hermanos Bartomeu y Josep Lluís Gramona Batlle constataron que las botellas de espumosos que habían quedado en reposo en la cava, dada la imposibilidad de venderlas durante la Guerra Civil y la Segunda Guerra Mundial, habían evolucionado de forma muy favorable. Basándose en esta experiencia, empezaron a comercializar espumosos de largas crianzas en el Penedés.
En 2021 la empresa celebró su centenario con diversas actividades.